# Edward Spencer
Edward Spencer (Edward Adams Spencer; * 5. November 1881 in Salford; † 6. Mai 1965 in Isleworth, London Borough of Hounslow) war ein britischer Geher.
Bei den Olympischen Spielen 1908 in London gewann er in 1:21:20,2 h die Bronzemedaille im 10-Meilen-Bahngehen hinter seinen Landsleuten George Larner (1:15:57,4 h) und Ernest Webb (1:17:31,0 h) und vor dem zeitgleichen Frank Carter, der ebenfalls das Vereinigte Königreich von Großbritannien und Irland repräsentierte.
Edward Spencer startete für die Polytechnic Harriers.